# Gavlerinken Arena
La Gavlerinken Arena (2006-2014: Läkerol Arena) est une patinoire de Gävle en Suède. Elle a été construite en 1967 sous le nom de Gavlerinken.
Elle accueille notamment l'équipe de hockey sur glace du Brynäs IF de l'Elitserien. La patinoire a une capacité de 8 265 spectateurs.